# مسیر نو (فیلم)
مسیر نو (به هندی: Mod) فیلمی محصول سال ۲۰۱۱ و به کارگردانی ناگش کوکونور است. در این فیلم بازیگرانی همچون آیشا تاکیا، رانویجی سینگها، راغوبیر یاداو، تانوی عظمی، آنانت ماهادوان و گلفان خان ایفای نقش کرده‌اند.